# Lămâi, cărți și prieteni
Lămâi, cărți și prieteni este o carte scrisă de Jo Cotterill, publicată în anul 2016. Cartea a câștigat concursul Oxfordshire din anul 2017, clasificându-se pe locul 2 și concursul Tower Hamlets, tot din anul 2017. 

## Acțiune
Mama lui Calypso a murit acum câțiva ani, iar tatăl ei a devenit distant și nu poate să vorbească despre mama fetiței deloc. În schimb, el se apuca să scrie despre istoria lămâii. Între timp, casa lor este prăfuită, nu există niciodată mâncare în frigider, iar tristețea lui Calypso a făcut-o să se retragă de la orice și să intre într-o lume a cărților. Când o fată nouă, Mae, sosește la școală, pasiunea comună a fetelor pentru a citi și a scrie povești le apropie. Prietenia lui Mae și casa ei plină de viață o fac pe Calypso să se simtă mai bine și mai dorită. Dar când Calypso își face în sfârșit curajul să o invite pe Mae la casa ei, lucrurile merg pe neașteptat dezastruos de rău atunci când ea descoperă un adevăr șocant despre tatăl ei și opera sa.